# Norio Tsukitate
Norio Tsukitate (jap. 築舘 範男, Tsukitate Norio; * 2. April 1960 in der Präfektur Aichi, Japan) ist ein ehemaliger japanischer Fußballspieler und derzeitiger -trainer. Er war Nationaltrainer der Fußballnationalmannschaften von Guam, Bhutan und bis 2019 von Osttimor, sowie Trainer der Frauen-Nationalmannschaft von Bangladesch.

## Werdegang
Seit 1986 hatte Tsukitate diverse Trainerjobs bei japanischen Vereinen, bis er 2005 Trainer der guamischen Fußballnationalmannschaft wurde. Im Oktober 2011 ging er nach Osttimor und trainierte dort bis 2014 die U19-Nationalmannschaft. Im Oktober 2014 wurde Tsukitate Trainer der bangladeschischen Frauen-Nationalmannschaft und als Berater für die U-16-Nationalmannschaft der Frauen. Von März bis Oktober 2015 trainierte der die Mannschaft Bhutans während der zweiten Runde der WM-Qualifikation 2018. Nach einem Streit mit dem Teammanager Hishey Tshering beim ersten Spiel gegen die Malediven wurde er einen Tag später entlassen.
Im Juli 2018 kehrte Tsukitate nach Osttimor zurück und trainierte die osttimoresische Nationalmannschaft. Ein Jahr später wurde er von Fabiano Flora abgelöst. Tsukitate hatte sich darüber beklagt, dass die Umbauarbeiten beim Nationalstadion von Osttimor in Dili sich weiter verzögerten und Osttimor deswegen keine internationalen Spiele im Lande ausrichten konnte.